# Felicíssimo
Felicíssimo (em latim: Felicissimus) era um funcionário público durante o Império Romano no tempo de Aureliano. Ele ganhou fama ao liderar uma revolta entre os trabalhadores da casa da moeda contra o imperador, que foi rapidamente sufocada. Ele foi morto provavelmente em 271.

## História
Felicíssimo era um racional (rationalis), o chefe do tesouro estatal. Uma de suas funções era administrar as casas da moeda do império. Os trabalhadores da casa em Roma foram pegos adulterando as cunhagens e Felicíssimo, considerado responsável, foi preso e executado. Uma revolta dos trabalhadores se seguiu e conta-se que 7 000 foram mortos tentando contê-la, possivelmente um exagero. É possível também que a revolta estivesse ligada de alguma forma às classes senatorial e equestre, pois Aureliano também mandou executar diversos senadores.
O fato de a casa da moeda de Roma ainda estar inativa às vésperas da reforma monetária de 274 pode ser uma consequência desta revolta e a baixa qualidade das cunhagens do início do reinado de Aureliano reforça a suspeita de que os funcionários responsáveis estavam de fato adulterando as moedas.